# Patagonotothen brevicauda shagensis
Patagonotothen brevicauda shagensis is een ondersoort van de straalvinnige vissen uit de familie van de ijskabeljauwen (Nototheniidae). De wetenschappelijke naam van de soort is voor het eerst geldig gepubliceerd in 1982 door Balushkin & Permitin.